# Троянская штучка
«Троянская штучка» (англ. Trojan War) — американский романтический комедийный фильм.

## Сюжет
С юным Брэдом Кимбли случилась неприятность: отправляясь на свидание к любимой девушке, он забыл захватить с собой… презерватив. Со скоростью олимпийского спринтера он бросается на поиски.
И тут начинается комедийная одиссея, в ходе которой, после самых неожиданных встреч и приключений, он в конце концов находит нечто более ценное, чем презерватив. А именно — свою настоящую любовь…

## В ролях
- Уилл Фридл — Брэд Кимбли
- Дженнифер Лав Хьюитт — Ли Джонс
- Марли Шелтон — Брук Кингсли
- Дэнни Мастерсон — Сет
- Джейсон Мэрсден — Джош
- Эрик Бальфур — Кайл
- Дженни Кван — Триш
- Шарлотта Айянна — Нина
- Ли Мэйджорс — офицер Остин
- Джон Финн — Бен Кимбли
- Уэнди Мэлик — Беверли Кимбли

## Интересные факты
- В США картина вышла в 1997 году в ограниченном прокате (демонстрировалась в течение 3 дней, была снята из-за низкой посещаемости), год спустя вышла на видео в Великобритании, Исландии, Венгрии
- Этот фильм — совместная работа Дженнифер Лав Хьюитт и Эрика Бальфура. В 1998 году они снялись в фильме «Не могу дождаться»
- Является самым провальным фильмом в истории кино по отношению затраченных средств к сборам фильма. При затратах в 15 млн $ фильм собрал всего 309$ (0.002 %).